# Libertad, Misamis Oriental

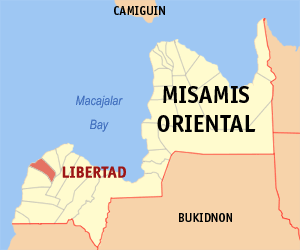
Bản đồ Misamis Oriental với vị trí của Libertad

Libertad là một đô thị hạng 5 ở tỉnh Misamis Oriental, Philippines. Theo điều tra dân số năm 2000 của Philipin, đô thị này có dân số 10.231 người trong 2.081 hộ.

## Các đơn vị hành chính
Libertad được chia ra 9 barangay.
- Dulong
- Gimaylan
- Kimalok
- Lubluban
- Poblacion
- Retablo
- Santo Niño
- Tangcub
- Taytayan